# Éter (física)

El éter luminífero: se desarrolló la hipótesis, hoy obsoleta, de que todo el espacio está ocupado por un «medio» invisible e intangible, el éter, en el que se propagan las ondas de luz y en el que se mueven los cuerpos celestes.

El éter luminífero o simplemente éter  («luminífero» significa 'portador de luz') fue el medio postulado para la propagación de la luz. Se utilizó para explicar la capacidad de la luz aparentemente basada en las ondas para propagarse a través del espacio vacío, algo que las ondas no deberían poder hacer. La suposición de un plano espacial de éter luminífero, en lugar de un vacío espacial, proporcionó el medio teórico requerido por las teorías de onda de la luz.
La hipótesis del éter fue un tema de considerable debate a lo largo de su historia, ya que requería la existencia de un material invisible e infinito sin interacción con los objetos físicos. A medida que se exploraba la naturaleza de la luz, especialmente en el siglo XIX, las cualidades físicas requeridas de un éter se volvían cada vez más contradictorias. A fines del siglo XIX, se cuestionaba la existencia del éter, aunque no existía una teoría física que lo reemplazara.
El resultado negativo del experimento de Michelson-Morley (1887) sugirió que el éter no existía, un hallazgo que se confirmó en experimentos posteriores hasta la década de 1920. Esto llevó a un considerable trabajo teórico para explicar la propagación de la luz sin un éter. Un avance importante fue la teoría de la relatividad, que podría explicar por qué el experimento no pudo ver el éter, pero se interpretó de manera más amplia para sugerir que no era necesario. El experimento de Michelson-Morley, junto con el radiador de cuerpo negro y el efecto fotoeléctrico, fue un experimento clave en el desarrollo de la física moderna, que incluye tanto la relatividad como la teoría cuántica, la última de las cuales explica la naturaleza ondulatoria de la luz.

## La historia de la luz y el éter

### Partículas contra ondas
En el siglo XVII, Robert Boyle fue un partidario de una hipótesis del éter. Según Boyle, el éter consiste en partículas sutiles, una de las cuales explica la ausencia de vacío y las interacciones mecánicas entre los cuerpos, y la otra explica fenómenos como el magnetismo (y posiblemente la gravedad) que, de lo contrario, son inexplicables en la base de las interacciones puramente mecánicas de los cuerpos macroscópicos, «aunque en el éter de los antiguos no se notó nada más que una sustancia difusa y muy sutil; Los vapores se mueven en un curso determinado entre el polo norte y el sur».
Christiaan Huygens propuso la hipótesis de que la luz es una onda que se propaga a través de un éter. Él e Isaac Newton solo podían imaginar las ondas de luz como longitudinales, propagándose como el sonido y otras ondas mecánicas en los fluidos. Sin embargo, las ondas longitudinales necesariamente tienen solo una forma para una dirección de propagación dada, en lugar de dos polarizaciones como la onda transversal. Por lo tanto, las ondas longitudinales no pueden explicar la birrefringencia, en la que dos polarizaciones de la luz se refractan de manera diferente por un cristal. Además, Newton rechazó la luz como ondas en un medio porque dicho medio tendría que extenderse por todas partes en el espacio, y por lo tanto «perturbar y retardar los movimientos de esos grandes Cuerpos» (los planetas y cometas) y por lo tanto «ya que no sirve para nada y dificulta el funcionamiento de la Naturaleza, y la hace languidecer, por lo que no hay evidencia de su existencia, y por lo tanto debe ser rechazado».[cita requerida]
Isaac Newton sostuvo que la luz está formada por numerosas partículas pequeñas. Esto puede explicar características tales como la capacidad de la luz para viajar en línea recta y reflejar las superficies. Newton imaginó que las partículas de luz eran «corpúsculos» no esféricos, con diferentes «lados» que dan lugar a la birrefringencia. Pero la teoría de las partículas de la luz no puede explicar satisfactoriamente la refracción y la difracción. Para explicar la refracción, Newton en Opticks (1704) postuló un «medio etéreo» transmitiendo vibraciones más rápido que la luz, por lo que la luz, cuando se sobrepasa, se pone en «Ajustes de fácil Reflexión y fácil Transmisión», lo que causó refracción y difracción. Newton creía que estas vibraciones estaban relacionadas con la radiación de calor:

¿No se transmite el calor de la habitación cálida a través del vacío por las vibraciones de un medio mucho más sutil que el aire, que después de que se extrajo el aire permaneció en el vacío? ¿Y no es este Medio el mismo con ese Medio por el cual la Luz se refracta y refleja, y por medio de qué Vibraciones la Luz comunica el Calor a los Cuerpos, y se pone en Ajuste de Reflexión fácil y Transmisión fácil?

En contraste con la comprensión moderna de que la radiación de calor y la luz son radiación electromagnética, Newton veía el calor y la luz como dos fenómenos diferentes. Él creía que las vibraciones de calor eran excitadas «cuando un Rayo de Luz cae sobre la Superficie de cualquier cuerpo pelúcido».: 348  Escribió:

No sé qué es este éter, pero si se compone de partículas, entonces deben ser extremadamente más pequeño que los del aire, o incluso que los de la luz: la pequeñez excesiva de sus partículas puede contribuir a la grandeza de la fuerza por la cual esas partículas pueden retroceder unas de otras, y por lo tanto hacen que ese medio sea mucho más raro y elástico que el aire y, por consiguiente, mucho menos capaz de resistir los movimientos de los proyectiles, y mucho más capaz de presionar a los cuerpos burdos, al esforzarse por expandirse.

### Bradley sugiere partículas
En 1720, James Bradley llevó a cabo una serie de experimentos que intentaban medir el paralaje estelar tomando medidas de estrellas en diferentes épocas del año. A medida que la Tierra se mueve alrededor del sol, el ángulo aparente de un punto distante dado cambia. Al medir esos ángulos, la distancia a la estrella se puede calcular con base en la circunferencia orbital conocida de la Tierra alrededor del Sol. No detectó ningún paralaje, por lo que colocó un límite inferior en la distancia a las estrellas.
Durante estos experimentos, Bradley también descubrió un efecto relacionado; Las posiciones aparentes de las estrellas cambiaron a lo largo del año, pero no como se esperaba. En lugar de maximizar el ángulo aparente cuando la Tierra estaba en uno de los extremos de su órbita con respecto a la estrella, el ángulo se maximizó cuando la Tierra estaba en su velocidad lateral más rápida con respecto a la estrella. Este efecto ahora se conoce como aberración estelar.
Bradley explicó este efecto en el contexto de la teoría corpuscular de la luz de Newton, al mostrar que el ángulo de aberración se daba mediante la simple suma vectorial de la velocidad orbital de la Tierra y la velocidad de los corpúsculos de la luz, al igual que las gotas de lluvia que caen verticalmente chocan contra un objeto en movimiento en un ángulo. Conociendo la velocidad de la Tierra y el ángulo de aberración, esto le permitió estimar la velocidad de la luz.
Explicar la aberración estelar en el contexto de una teoría de la luz basada en el éter se consideró más problemático. Como la aberración se basaba en las velocidades relativas, y la velocidad medida dependía del movimiento de la Tierra, el éter tenía que permanecer estacionario con respecto a la estrella a medida que la Tierra se movía a través de ella. Esto significaba que la Tierra podía viajar a través del éter, un medio físico, sin efecto aparente, precisamente el problema que llevó a Newton a rechazar un modelo de onda en primer lugar.

### La teoría de las ondas triunfa
Un siglo más tarde, Thomas Young y Augustin-Jean Fresnel revivieron la teoría de la onda sobre la luz cuando señalaron que la luz podría ser una onda transversal en lugar de una onda longitudinal, la polarización de una onda transversal (como los «lados» de la luz de Newton) podría explicar la birrefringencia, y después de una serie de experimentos sobre difracción, el modelo de partículas de Newton fue finalmente abandonado. Además, los físicos asumieron que, al igual que las ondas mecánicas, las ondas de luz requerían un medio para la propagación y, por lo tanto, requerían la idea de Huygens de un «gas» de éter que impregnaba todo el espacio.
Sin embargo, una onda transversal aparentemente requiere que el medio de propagación se comporte como un sólido, en oposición a un gas o fluido. La idea de un sólido que no interactuaba con otra materia parecía un poco extraña, y Augustin-Louis Cauchy sugirió que quizás había algún tipo de «arrastre», pero esto hacía que las mediciones de aberración fueran difíciles de entender. También sugirió que la ausencia de ondas longitudinales sugería que el éter tenía compresibilidad negativa. George Green señaló que tal fluido sería inestable. George Gabriel Stokes se convirtió en un defensor de la interpretación del arrastre, desarrollando un modelo en el que el éter podría ser rígido a frecuencias muy altas y fluido a velocidades más bajas (por analogía con la resina de pino). Así, la Tierra podría moverse a través de ella con bastante libertad, pero sería lo suficientemente rígida para soportar la luz.[cita requerida]

### Electromagnetismo
En 1856, Wilhelm Eduard Weber y Rudolf Kohlrausch midió el valor numérico de la relación de la unidad de carga electromagnética a la unidad de carga electrostática. Encontraron que la relación es igual al producto de la velocidad de la luz y la raíz cuadrada de dos. Al año siguiente, Gustav Kirchhoff escribió un documento en el que mostraba que la velocidad de una señal a lo largo de un cable eléctrico era igual a la velocidad de la luz. Estos son los primeros vínculos históricos registrados entre la velocidad de la luz y los fenómenos electromagnéticos.[cita requerida]
James Clerk Maxwell comenzó a trabajar en las líneas de fuerza de Michael Faraday. En su artículo de 1861 Sobre líneas físicas de fuerza, modeló estas líneas magnéticas de fuerza utilizando un mar de vórtices moleculares que consideraba en parte hecho de éter y en parte de materia ordinaria. Derivó expresiones para la constante dieléctrica y la permeabilidad magnética en términos de la elasticidad transversal y la densidad de este medio elástico. Luego comparó la relación de la constante dieléctrica con la permeabilidad magnética con una versión adecuadamente adaptada del resultado de Weber y Kohlrausch de 1856, y sustituyó este resultado en la ecuación de Newton por la velocidad del sonido. Al obtener un valor que estaba cerca de las medidas de la velocidad de la luz realizadas por Hippolyte Fizeau y por Léon Foucault, Maxwell concluyó que la luz consiste en ondulaciones del mismo medio que es la causa de los fenómenos eléctricos y magnéticos.
Sin embargo, Maxwell había expresado algunas incertidumbres acerca de la naturaleza precisa de sus vórtices moleculares, por lo que comenzó a embarcarse en un enfoque puramente dinámico del problema. Escribió otro artículo en 1864, titulado Una teoría dinámica del campo electromagnético, en el que los detalles del medio luminífero eran menos explícitos. Aunque Maxwell no mencionó explícitamente el mar de vórtices moleculares, su derivación de la ley de circulación de Ampère se trasladó del documento de 1861 y utilizó un enfoque dinámico que involucraba un movimiento de rotación dentro del campo electromagnético que comparó con la acción de los volantes. Usando este enfoque para justificar la ecuación de fuerza electromotriz (el precursor de la ecuación de fuerza de Lorentz), derivó una ecuación de onda de un conjunto de ocho ecuaciones que aparecían en el documento y que incluían la ecuación de fuerza electromotriz y la ley de circulación de Ampère. Maxwell, una vez más, utilizó los resultados experimentales de Weber y Kohlrausch para mostrar que esta ecuación de onda representa una onda electromagnética que se propaga a la velocidad de la luz, por lo que apoya la visión de que la luz es una forma de radiación electromagnética.
La aparente necesidad de un medio de propagación para tales ondas hertzianas se puede ver por el hecho de que consisten en ondas eléctricas ortogonales (E) y magnéticas (B o H). Las ondas E consisten en campos eléctricos dipolares ondulados, y todos los dipolos parecían requerir cargas eléctricas separadas y opuestas. La carga eléctrica es una propiedad inextricable de la materia, por lo que parecía que se requería algún tipo de materia para proporcionar la corriente alterna que parece existir en cualquier punto a lo largo de la trayectoria de propagación de la onda. La propagación de ondas en un verdadero vacío implicaría la existencia de campos eléctricos sin carga eléctrica asociada, o de carga eléctrica sin materia asociada. Si bien es compatible con las ecuaciones de Maxwell, la inducción electromagnética de los campos eléctricos no se pudo demostrar en el vacío, ya que todos los métodos de detección de campos eléctricos requieren material cargado eléctricamente.
Además, las ecuaciones de Maxwell requerían que todas las ondas electromagnéticas en el vacío se propagaran a una velocidad fija, c. Como esto solo puede ocurrir en un marco de referencia en la física newtoniana (ver relatividad galileana-newtoniana), el éter se hipotetizó como el marco de referencia absoluto y único en el que se sostienen las ecuaciones de Maxwell. Es decir, el éter debe ser «todavía» universalmente, de lo contrario c variaría junto con cualquier variación que pudiera ocurrir en su medio de soporte. El mismo Maxwell propuso varios modelos mecánicos de éter basados en ruedas y engranajes, y George Francis FitzGerald incluso construyó un modelo funcional de uno de ellos. Estos modelos tuvieron que estar de acuerdo con el hecho de que las ondas electromagnéticas son transversales pero nunca longitudinales.

### Problemas
En este punto, las cualidades mecánicas del éter se habían vuelto cada vez más mágicas: tenía que ser un fluido para llenar el espacio, pero que era millones de veces más rígido que el acero para soportar las altas frecuencias de las ondas de luz. También tenía que ser sin masa y sin viscosidad, de lo contrario, afectaría visiblemente las órbitas de los planetas. Además, parecía que tenía que ser completamente transparente, no dispersivo, incompresible y continuo a una escala muy pequeña. Maxwell escribió en la Enciclopedia Británica:

Los éteres se inventaron para que los planetas nadaran, para constituir atmósferas eléctricas y efluvios magnéticos, para transmitir sensaciones de una parte de nuestro cuerpo a otra, y así sucesivamente, hasta que todo el espacio se hubiera llenado tres o cuatro veces con éteres. ... El único éter que ha sobrevivido es el inventado por Huygens para explicar la propagación de la luz.

Los científicos contemporáneos estaban al tanto de los problemas, pero en este punto la teoría del éter estaba tan arraigada en la ley física que simplemente se asumió que existía. En 1908 Oliver Lodge pronunció un discurso en nombre de Lord Rayleigh A la Royal Institution sobre este tema, en el que describió sus propiedades físicas y luego intentó ofrecer razones por las que no eran imposibles. Sin embargo, también estaba al tanto de las críticas y citó a Lord Salisbury diciendo que «el éter es poco más que un caso nominativo del verbo ondular». Otros lo criticaron como un «invento inglés», aunque Rayleigh dijo en broma que en realidad era un invento de la Royal Institution.
A principios del siglo XX, la teoría del éter estaba en problemas. Una serie de experimentos cada vez más complejos se llevaron a cabo a fines del siglo XIX para intentar detectar el movimiento de la Tierra a través del éter, y no lo hicieron. Una serie de teorías propuestas sobre el arrastre del éter podrían explicar el resultado nulo, pero eran más complejos y tendían a utilizar coeficientes de apariencia arbitraria y suposiciones físicas. Lorentz y FitzGerald ofrecieron en el marco de la teoría del éter de Lorentz una solución más elegante a cómo el movimiento de un éter absoluto podría ser indetectable (contracción de la longitud), pero si sus ecuaciones fueran correctas, la nueva teoría especial de la relatividad (1905) podría generar las mismas matemáticas sin referirse a un éter en absoluto. El éter cayó ante la navaja de Ockham.

## Movimiento relativo entre la tierra y el éter

### Arrastre de éter
Los dos modelos más importantes, cuyo objetivo era describir el movimiento relativo de la Tierra y el éter, fueron el modelo de Augustin-Jean Fresnel (1818) del éter (casi) estacionario que incluye una resistencia parcial al éter determinada por el coeficiente de arrastre de Fresnel.
y George Gabriel Stokes' (1844)
modelo de arrastre completo de éter. La última teoría no se consideró correcta, ya que no era compatible con la aberración de la luz, y las hipótesis auxiliares desarrolladas para explicar este problema no eran convincentes. Además, experimentos posteriores como el efecto Sagnac (1913) también mostraron que este modelo es insostenible. Sin embargo, el experimento más importante que respalda la teoría de Fresnel fue la confirmación experimental de Fizeau en 1851 de la predicción de 1818 de Fresnel de que un medio con índice de refracción n que se mueve con una velocidad v aumentaría la velocidad de la luz que viaja a través del medio en la misma dirección que v desde c/n a:
{\displaystyle {\frac {c}{n}}+\left(1-{\frac {1}{n^{2}}}\right)v.}
Es decir, el movimiento agrega solo una fracción de la velocidad del medio a la luz (predicha por Fresnel para hacer que la ley de Snell funcione en todos los marcos de referencia, en consonancia con la aberración estelar). Esto se interpretó inicialmente como que el medio arrastra el éter con una parte de la velocidad del medio, pero esa comprensión se volvió muy problemática después de que Wilhelm Veltmann demostró que el índice n en la fórmula de Fresnel dependía de la longitud de onda de la luz, por lo que el éter no se podía mover a una velocidad independiente de la longitud de onda. Esto implicaba que debe haber un éter separado para cada una de las infinitas frecuencias.

### Experimentos negativos de deriva del éter
La dificultad clave con la hipótesis del éter de Fresnel surgió de la yuxtaposición de las dos teorías bien establecidas de la dinámica newtoniana y el electromagnetismo de Maxwell. Bajo una transformación galileana, las ecuaciones de la dinámica newtoniana son invariantes, mientras que las del electromagnetismo no lo son. Básicamente, esto significa que, si bien la física debe seguir siendo la misma en los experimentos no acelerados, la luz no seguirá las mismas reglas porque está viajando en el «marco de éter» universal. Algún efecto causado por esta diferencia debería ser detectable.
Un ejemplo simple se refiere al modelo en el que se construyó originalmente el éter: el sonido. La velocidad de propagación de las ondas mecánicas, la velocidad del sonido, se define por las propiedades mecánicas del medio. El sonido viaja 4,3 veces más rápido en el agua que en el aire. Esto explica por qué una persona que escucha una explosión bajo el agua y emerge rápidamente puede volver a oírla a medida que el sonido más lento llega a través del aire. De manera similar, un viajero en un avión de pasajeros aún puede mantener una conversación con otro viajero porque el sonido de las palabras viaja junto con el aire dentro del avión. Este efecto es básico para todas las dinámicas newtonianas, que dice que todo, desde el sonido hasta la trayectoria de una pelota de béisbol lanzada, debe permanecer igual en el avión que vuela (al menos a una velocidad constante) como si todavía estuviera sentado en el suelo. Esta es la base de la transformación de Galilea, y el concepto de marco de referencia.
Pero no se suponía que lo mismo fuera cierto para la luz, ya que las matemáticas de Maxwell exigían una velocidad universal única para la propagación de la luz, basada no en las condiciones locales, sino en dos propiedades medidas, la permitividad y la permeabilidad del espacio libre, que se suponían Ser lo mismo en todo el universo. Si estos números cambiaran, debería haber efectos notables en el cielo; Las estrellas en diferentes direcciones tendrían diferentes colores, por ejemplo.
Por lo tanto, en cualquier punto debe haber un sistema de coordenadas especial, «en reposo en relación con el éter». Maxwell notó a finales de la década de 1870 que la detección de movimiento en relación con este éter debería ser lo suficientemente fácil: la luz que viaja junto con el movimiento de la Tierra tendría una velocidad diferente a la que viaja hacia atrás, ya que ambos se moverían contra el éter inmóvil. Incluso si el éter tenía un flujo universal general, los cambios de posición durante el ciclo día / noche, o durante el transcurso de las estaciones, deberían permitir la detección de la deriva.

#### Experimentos de primer orden
Aunque el éter es casi estacionario según Fresnel, su teoría predice un resultado positivo de los experimentos de deriva de éter solo de segundo orden en {\displaystyle v/c}, porque el coeficiente de arrastre de Fresnel causaría un resultado negativo de todos los experimentos ópticos capaces de medir los efectos de primer orden en {\displaystyle v/c}. Esto fue confirmado por los siguientes experimentos de primer orden, que dieron resultados negativos. La siguiente lista se basa en la descripción de Wilhelm Wien (1898), con cambios y experimentos adicionales según las descripciones de Edmund Taylor Whittaker (1910) y Jakob Laub (1910):
- Los experimentos de François Arago (1810), para confirmar si la refracción, y por lo tanto la aberración de la luz, está influenciada por el movimiento de la Tierra. Se realizaron experimentos similares por George Biddell Airy (1871) por medio de un telescopio lleno de agua, y Éleuthère Mascart (1872).[20][21][22]
- El experimento de Fizeau (1860), para encontrar si la rotación del plano de polarización a través de columnas de vidrio se modifica por el movimiento de la Tierra. Obtuvo un resultado positivo, pero Lorentz pudo demostrar que los resultados han sido contradictorios. DeWitt Bristol Brace (1905) y Strasser (1907) repitieron el experimento con mayor precisión y obtuvieron resultados negativos.[23][24]
- El experimento de Martin Hoek (1868). Este experimento es una variación más precisa del experimento de Fizeau (1851). Se enviaron dos rayos de luz en direcciones opuestas: uno de ellos atraviesa un camino lleno de agua de reposo, el otro sigue un camino a través del aire. De acuerdo con el coeficiente de arrastre de Fresnel, obtuvo un resultado negativo.[25]
- El experimento de Wilhelm Klinkerfues (1870) investigó si existe una influencia del movimiento de la Tierra en la línea de absorción de sodio. Obtuvo un resultado positivo, pero se demostró que se trataba de un error experimental, porque una repetición del experimento de Haga (1901) dio un resultado negativo.[26][27]
- El experimento de Ketteler (1872), en el que se enviaron dos rayos de un interferómetro en direcciones opuestas a través de dos tubos inclinados entre sí llenos de agua. No se produjeron cambios en las franjas de interferencia. Más tarde, Mascart (1872) demostró que las franjas de interferencia de la luz polarizada en la calcita tampoco se vieron afectadas.[28]
- El experimento de Éleuthère Mascart (1872) para encontrar un cambio de rotación del plano de polarización en el cuarzo. No se encontró ningún cambio de rotación cuando los rayos de luz tenían la dirección del movimiento de la Tierra y luego la dirección opuesta. Lord Rayleigh realizó experimentos similares con mayor precisión y también obtuvo un resultado negativo.[22]

Además de esos experimentos ópticos, también se realizaron experimentos electrodinámicos de primer orden, que deberían haber dado resultados positivos según Fresnel. Sin embargo, Hendrik Antoon Lorentz (1895) modificó la teoría de Fresnel y demostró que esos experimentos también pueden explicarse por un éter estacionario:
- El experimento de Wilhelm Röntgen (1888), para averiguar si un condensador cargado produce fuerzas magnéticas debido al movimiento de la Tierra.[30]
- El experimento de Theodor des Coudres (1889), para descubrir si el efecto inductivo de dos rollos de cable sobre un tercero está influenciado por la dirección del movimiento de la Tierra. Lorentz demostró que este efecto se cancela a primer orden por la carga electrostática (producida por el movimiento de la Tierra) sobre los conductores.
- El experimento de Königsberger (1905). Las placas de un condensador se encuentran en el campo de un electroimán fuerte. Debido al movimiento de la Tierra, las placas deberían haberse cargado. No se observó tal efecto.[28]
- El experimento de Frederick Thomas Trouton (1902). Se dispuso un condensador paralelo al movimiento de la Tierra, y se asumió que se produce un impulso de giro cuando se carga el condensador. El resultado negativo del ensayo puede explicarse por la teoría de Lorentz, según la cual el momento electromagnético compensa el momento debido al movimiento de la Tierra. Lorentz también pudo demostrar que la sensibilidad del aparato era demasiado baja para observar tal efecto.[31]

#### Experimentos de segundo orden

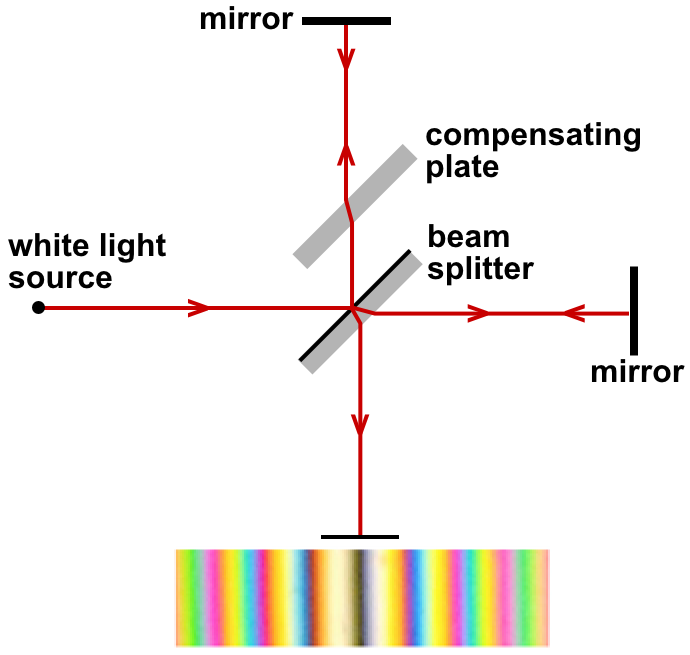
El experimento de Michelson-Morley comparó el tiempo para que la luz se refleje desde los espejos en dos direcciones ortogonales.

Si bien los experimentos de primer orden podrían explicarse por un éter estacionario modificado, se esperaba que los experimentos de segundo orden más precisos produjeran resultados positivos, sin embargo, no se pudieron encontrar tales resultados.
El famoso experimento de Michelson-Morley comparó la fuente de luz con sí misma después de enviarse en diferentes direcciones, buscando cambios en la fase de una manera que pudiera medirse con una precisión extremadamente alta. En este experimento, su objetivo era determinar la velocidad de la Tierra a través del éter. La publicación de su resultado en 1887, el resultado nulo, fue la primera demostración clara de que algo estaba muy mal con la hipótesis del éter (el primer experimento de Michelson en 1881 no fue del todo concluyente). En este caso, el experimento MM produjo un desplazamiento del patrón de franjas de aproximadamente 0.01 de una franja, correspondiente a una velocidad pequeña. Sin embargo, era incompatible con el efecto de viento de éter esperado debido a la velocidad de la Tierra (que varía según la estación) que habría requerido un cambio de 0.4 de una franja, y el error fue lo suficientemente pequeño como para que el valor haya sido cero. Por lo tanto, la hipótesis nula, la hipótesis de que no había viento de éter, no podía ser rechazada. Desde entonces, experimentos más modernos han reducido el valor posible a un número muy cercano a cero, alrededor de 10−17.

Es obvio por lo que se ha hecho antes que sería inútil intentar resolver el problema del movimiento del sistema solar mediante observaciones de fenómenos ópticos en la superficie de la Tierra.
A. Michelson and E. Morley. "On the Relative Motion of the Earth and the Luminiferous Æther". Phil. Mag. S. 5. Vol. 24. No. 151. Dec. 1887.

Una serie de experimentos con aparatos similares pero cada vez más sofisticados también arrojaron el resultado nulo. Conceptualmente, diferentes experimentos que también intentaron detectar el movimiento del éter fueron el experimento Trouton-Noble (1903), cuyo objetivo era detectar los efectos de torsión causados por los campos electrostáticos, y los experimentos de Rayleigh y Brace (1902, 1904), para detectar Doble refracción en diversos medios. Sin embargo, todos obtuvieron un resultado nulo, como lo hizo Michelson-Morley (MM) anteriormente.
Estos experimentos de "viento de éter" llevaron a una serie de esfuerzos para "salvar" el éter asignándole propiedades cada vez más complejas, mientras que solo unos pocos científicos, como Emil Cohn o Alfred Bucherer, consideraron la posibilidad de abandonar la hipótesis del éter. De particular interés fue la posibilidad de "arrastre de éter" o "arrastre de éter", lo que reduciría la magnitud de la medición, tal vez lo suficiente como para explicar los resultados del experimento de Michelson-Morley. Sin embargo, como se señaló anteriormente, el arrastre de éter ya tenía problemas propios, en particular, aberración. Además, los experimentos de interferencia de Lodge (1893, 1897) y Ludwig Zehnder (1895), tenían como objetivo mostrar si el éter es arrastrado por varias masas en rotación, no mostró arrastre del éter. Se realizó una medición más precisa en el experimento de Hammar (1935), que realizó un experimento completo de MM con una de las "piernas" colocadas entre dos bloques de plomo masivos. Si el éter se arrastró en masa, este experimento habría podido detectar el arrastre causado por el cable, pero nuevamente se logró el resultado nulo. La teoría fue modificada nuevamente, esta vez para sugerir que el arrastre solo funcionaba para masas muy grandes o aquellas con campos magnéticos grandes. Esto también demostró ser incorrecto por el experimento de Michelson-Gale-Pearson, que detectó el efecto Sagnac debido a la rotación de la Tierra (consulte la hipótesis de la resistencia del éter).
Otro intento completamente diferente de salvar el éter «absoluto» se realizó en la hipótesis de la contracción de Lorentz-FitzGerald, que postula que todo fue afectado por el viaje a través del éter. En esta teoría, la razón por la que el experimento de Michelson-Morley «fracasó» fue que el aparato se contrajo en la dirección del viaje. Es decir, la luz estaba siendo afectada de manera «natural» por su viaje a través del éter como se predijo, pero también lo era el propio aparato, cancelando cualquier diferencia cuando se mide. FitzGerald había deducido esta hipótesis de un artículo de Oliver Heaviside. Sin referencia a un éter, esta interpretación física de los efectos relativistas fue compartida por Kennedy y Thorndike en 1932, ya que concluyeron que el brazo del interferómetro se contrae y que la frecuencia de su fuente de luz «casi» varía de la manera requerida por la relatividad.
De manera similar, el efecto Sagnac, observado por G. Sagnac en 1913, se vio inmediatamente como totalmente compatible con la relatividad especial. De hecho, el experimento de Michelson-Gale-Pearson en 1925 se propuso específicamente como prueba para confirmar la teoría de la relatividad, aunque también se reconoció que tales pruebas, que simplemente miden la rotación absoluta, también son consistentes con las teorías no relativistas.
Durante la década de 1920, los experimentos iniciados por Michelson fueron repetidos por Dayton Miller, quien públicamente proclamó resultados positivos en varias ocasiones, aunque no fueron lo suficientemente grandes como para ser compatibles con ninguna teoría conocida del éter. Sin embargo, otros investigadores no pudieron duplicar los resultados de Miller. A lo largo de los años, la precisión experimental de tales mediciones se ha incrementado en muchos órdenes de magnitud, y no se han encontrado rastros de ninguna violación de la invariancia de Lorentz. (Un re-análisis posterior de los resultados de Miller concluyó que había subestimado las variaciones debidas a la temperatura).
Desde el experimento de Miller y sus resultados poco claros, ha habido muchos más intentos experimentales para detectar el éter. Muchos experimentadores han afirmado resultados positivos. Estos resultados no han ganado mucha atención por parte de la ciencia convencional, ya que contradicen una gran cantidad de mediciones de alta precisión, todos los resultados fueron consistentes con la relatividad especial.

## Teoría del éter de Lorentz
Entre 1892 y 1904, Hendrik Lorentz desarrolló una teoría del electrón-éter, en la que introdujo una separación estricta entre la materia (electrones) y el éter. En su modelo, el éter es completamente inmóvil, y no se pondrá en movimiento en la vecindad de la materia acumulable. Al contrario de los modelos de electrones anteriores, el campo electromagnético del éter aparece como un mediador entre los electrones, y los cambios en este campo no pueden propagarse más rápido que la velocidad de la luz. Un concepto fundamental de la teoría de Lorentz en 1895 fue el "teorema de los estados correspondientes" para los términos de orden v/c. Este teorema establece que un observador que se mueve en relación con el éter hace las mismas observaciones que un observador en reposo, después de un cambio adecuado de variables. Lorentz notó que era necesario cambiar las variables espacio-temporales al cambiar los marcos e introdujo conceptos como la contracción de la longitud física (1892) para explicar el experimento de Michelson-Morley y el concepto matemático de la hora local (1895) para explicar la aberración de la luz. y el experimento de Fizeau. Esto dio lugar a la formulación de la llamada transformación de Lorentz por Joseph Larmor (1897, 1900) y Lorentz (1899, 1904), por lo que (fue notado por Larmor) la formulación completa de la hora local está acompañada por algún tipo de dilatación del tiempo. De electrones que se mueven en el éter. Como Lorentz señaló más tarde (1921, 1928), consideraba el tiempo indicado por los relojes que descansaban en el éter como el tiempo "verdadero", mientras que el tiempo local fue visto por él como una hipótesis de trabajo heurística y un artificio matemático. Por lo tanto, los autores modernos consideran que el teorema de Lorentz es una transformación matemática de un sistema "real" que descansa en el éter en un sistema "ficticio" en movimiento.
El trabajo de Lorentz fue perfeccionado matemáticamente por Henri Poincaré, quien formuló en muchas ocasiones el Principio de la Relatividad e intentó armonizarlo con la electrodinámica. Declaró la simultaneidad solo como una convención conveniente que depende de la velocidad de la luz, por lo que la constancia de la velocidad de la luz sería un postulado útil para hacer las leyes de la naturaleza lo más simples posible. En 1900 y 1904, interpretó físicamente la hora local de Lorentz como el resultado de la sincronización del reloj mediante señales luminosas. En junio y julio de 1905 declaró el principio de relatividad como una ley general de la naturaleza, incluida la gravitación. Corrigió algunos errores de Lorentz y demostró la covarianza de Lorentz de las ecuaciones electromagnéticas. Sin embargo, usó la noción de un éter como un medio perfectamente indetectable y distinguió entre el tiempo aparente y el tiempo real, por lo que la mayoría de los historiadores de la ciencia argumentan que no inventó la relatividad especial.

## Fin del éter

### Relatividad especial
La teoría del éter recibió otro golpe cuando la transformación galileana y la dinámica newtoniana fueron modificadas por la teoría de la relatividad especial de Albert Einstein, dando a las matemáticas de la electrodinámica lorentziana un nuevo contexto «no éter». A diferencia de la mayoría de los cambios importantes en el pensamiento científico, la relatividad especial fue adoptada por la comunidad científica de manera notablemente rápida, consistente con el último comentario de Einstein de que las leyes de la física descritas por la Teoría Especial estaban "listas para el descubrimiento" en 1905. La primera defensa de Max Planck de la teoría, junto con la elegante formulación que le dio Hermann Minkowski, contribuyó mucho a la rápida aceptación de la relatividad especial entre los científicos que trabajan.
Einstein basó su teoría en el trabajo anterior de Lorentz. En lugar de sugerir que las propiedades mecánicas de los objetos cambiaron con su movimiento de velocidad constante a través de un éter indetectable, Einstein propuso deducir las características que debe poseer cualquier teoría exitosa para ser coherente con los principios más básicos y firmemente establecidos, independientemente de Existencia de un hipotético éter. Encontró que la transformación de Lorentz debe trascender su conexión con las ecuaciones de Maxwell y debe representar las relaciones fundamentales entre el espacio y las coordenadas de tiempo de los sistemas de referencia inerciales. De esta manera, demostró que las leyes de la física permanecían invariantes como lo habían hecho con la transformación de Galileo, pero esa luz ahora también era invariante.
Con el desarrollo de la teoría especial de la relatividad, la necesidad de explicar un único sistema de referencia universal había desaparecido, y la aceptación de la teoría del siglo XIX de un éter luminífero desapareció con ella. Para Einstein, la transformación de Lorentz implicaba un cambio conceptual: que el concepto de posición en el espacio o el tiempo no era absoluto, pero podía diferir según la ubicación y la velocidad del observador.
Además, en otro artículo publicado el mismo mes de 1905, Einstein realizó varias observaciones sobre un problema espinoso, el efecto fotoeléctrico. En este trabajo, demostró que la luz puede considerarse como partículas que tienen una «naturaleza de onda». Las partículas obviamente no necesitan un medio para viajar, y por lo tanto, tampoco la luz. Este fue el primer paso que llevaría al desarrollo completo de la mecánica cuántica, en el que la naturaleza ondulatoria y la naturaleza luminosa de la luz se consideran descripciones válidas de la luz. Un resumen del pensamiento de Einstein sobre la hipótesis del éter, la relatividad y los cuantos de luz se puede encontrar en su conferencia de 1909 (originalmente en alemán) «El desarrollo de nuestros puntos de vista sobre la composición y la esencia de la radiación».
Lorentz, de su lado, siguió utilizando la hipótesis del éter. En sus conferencias de alrededor de 1911, señaló que «lo que la teoría de la relatividad tiene que decir ... puede llevarse a cabo independientemente de lo que uno piense sobre el éter y el tiempo». Comentó que «ya sea que haya un éter o no, los campos electromagnéticos ciertamente existen, y también lo hace la energía de las oscilaciones eléctricas» de modo que, «si no nos gusta el nombre de “éter”, debemos usar otra palabra como Una clavija para colgar todas estas cosas sobre». Concluyó que «no se puede negar al portador de estos conceptos una cierta sustancialidad».

## Teorías sobre el éter

### Conjeturas y propuestas
De acuerdo con el punto de vista filosófico de Einstein, Dirac, Bell, Polyakov, 't Hooft, Laughlin, de Broglie, Maxwell, Newton y otros teóricos, podría haber un medio con propiedades físicas que llenen el espacio «vacío», un éter, lo que permite Los procesos físicos observados.[cita requerida]
Albert Einstein en 1894 o 1895: «La velocidad de una onda es proporcional a la raíz cuadrada de las fuerzas elásticas que causan [su] propagación, e inversamente proporcional a la masa del éter movido por estas fuerzas».
Albert Einstein en 1920: «Podemos decir que, de acuerdo con la teoría general de la relatividad, el espacio está dotado de cualidades físicas; en este sentido, por lo tanto, existe un éter. De acuerdo con la teoría general, el espacio sin éter es impensable; en tal espacio no solo no habría propagación de la luz, sino que tampoco habría posibilidad de existencia para los estándares de espacio y tiempo (barras de medición y relojes), ni tampoco, por lo tanto, intervalos espacio-tiempo en el sentido físico. Pero este éter no puede ser considerado como dotado con la característica de calidad de los medios separables, que consiste en partes que pueden ser rastreadas a través del tiempo. La idea de movimiento no se puede aplicar a ella».
Paul Dirac escribió en 1951: «El conocimiento físico ha avanzado mucho desde 1905, notablemente por la llegada de la mecánica cuántica, y la situación [sobre la plausibilidad científica de éter] ha cambiado nuevamente. Si uno examina la pregunta a la luz del conocimiento actual, uno encuentra que El éter ya no está descartado por la relatividad, y ahora se pueden adelantar buenas razones para postular un éter... Ahora tenemos la velocidad en todos los puntos del espacio-tiempo, desempeñando un papel fundamental en la electrodinámica. Es natural considerarlo como la velocidad de una cosa física real. Por lo tanto, con la nueva teoría de la electrodinámica [vacío lleno de partículas virtuales] nos vemos forzados a tener un éter».
John Bell en 1986, entrevistado por Paul Davies en The Ghost in the Atom, sugirió que una teoría de éter podría ayudar a resolver la paradoja de EPR al permitir un marco de referencia en el que las señales van más rápido que la luz. Sugiere que la contracción de Lorentz es perfectamente coherente, no inconsistente con la relatividad, y podría producir una teoría del éter perfectamente consistente con el experimento de Michelson-Morley. Bell sugiere que el éter fue rechazado erróneamente por razones puramente filosóficas: «lo que no es observable no existe» [pág. 49]. Einstein encontró que la teoría del no éter era más simple y elegante, pero Bell sugiere que eso no lo descarta. Además de los argumentos basados en su interpretación de la mecánica cuántica, Bell también sugiere resucitar el éter porque es un dispositivo pedagógico útil. Es decir, muchos problemas se resuelven más fácilmente imaginando la existencia de un éter.
Einstein comentó que «Dios no juega a los dados con el universo». Y los que están de acuerdo con él buscan una teoría clásica, determinista del éter, que implique predicciones cuántico-mecánicas como una aproximación estadística, una teoría de variables ocultas. En particular, Gerard 't Hooft conjeturó que: "No debemos olvidar que la mecánica cuántica no describe realmente qué tipo de fenómenos dinámicos están ocurriendo realmente, sino que nos da resultados probabilísticos. Para mí, parece extremadamente plausible que cualquier teoría razonable para la dinámica a la escala de Planck conduciría a procesos que son tan complicados de describir, que uno debería esperar fluctuaciones aparentemente estocásticas en cualquier teoría de aproximación que describa los efectos de todo esto a escalas mucho más grandes. Parece bastante razonable primero probar una teoría clásica y determinista para el dominio de Planck «Uno podría especular entonces que lo que hoy llamamos mecánica cuántica, puede ser nada más que una técnica ingeniosa para manejar esta dinámica estadísticamente». En su artículo Blasone, Jizba y Kleinert «han intentado fundamentar la reciente propuesta de G. 't Hooft en la que la teoría cuántica no es una teoría de campo completa, pero en realidad es un fenómeno emergente que surge de un nivel más profundo de dinámica. Se considera que la dinámica subyacente es mecánica clásica con lagrangianos singulares con una condición de pérdida de información adecuada. Con suposiciones plausibles sobre la naturaleza real de la dinámica de restricción, se muestra que la teoría cuántica emerge cuando se aplica el algoritmo clásico de Dirac-Bergmann para dinámica restringida. a la ruta clásica integral[...] ».
Louis de Broglie, «Si se asume un medio sub-cuántico oculto, el conocimiento de su naturaleza parecería deseable. Ciertamente es de carácter bastante complejo. No podría servir como un medio de referencia universal, ya que esto sería contrario a la teoría de la relatividad».
En 1982, Ioan-Iovitz Popescu, un físico rumano, escribió que el éter es "una forma de existencia de la materia, pero difiere cualitativamente de la sustancia (radiación atómica y molecular) (fotones)". El éter fluido está «gobernado por el principio de inercia y su presencia produce una modificación de la geometría del espacio-tiempo». Construida sobre los corpúsculos ultra mundanos de Le Sage, la teoría de Popescu postula un Universo finito «lleno de partículas de masa extremadamente pequeña, que viaja caóticamente a la velocidad de la luz» y cuerpos materiales «formados por partículas llamadas éterones».
Sid Deutsch, un profesor de ingeniería eléctrica y bioingeniería, conjetura que una «partícula de éter giratoria» esférica debe existir para «llevar ondas electromagnéticas» y deriva su diámetro y masa utilizando la densidad de la materia oscura.
Un modelo de fluido degenerado de Fermi, «compuesto principalmente de electrones y positrones» que tiene como consecuencia la disminución de la velocidad de la luz «con el tiempo en la escala de la edad del universo», fue propuesto por Allen Rothwarf. En una extensión cosmológica, el modelo se «extendió para predecir una expansión desacelerada del universo».

## Interpretaciones no estándares en la física moderna.

### Relatividad general
Einstein a veces usaba la palabra éter para el campo gravitatorio dentro de la relatividad general, pero esta terminología nunca obtuvo un amplio apoyo. 

Podemos decir que, según la teoría general de la relatividad, el espacio está dotado de cualidades físicas; en este sentido, por lo tanto, existe un éter. Según la teoría general de la relatividad, el espacio sin éter es impensable; porque en ese espacio no solo no habría propagación de la luz, sino que tampoco habría posibilidad de existencia para los estándares del espacio y el tiempo (barras de medición y relojes), ni, por lo tanto, ningún intervalo espacio-tiempo en el sentido físico. Pero este éter no puede considerarse como dotado con la característica de calidad de los medios de comunicación, como partes que pueden ser rastreadas a través del tiempo. La idea de movimiento no puede ser aplicada a ella.

### Vacío cuántico
La mecánica cuántica se puede utilizar para describir el espacio-tiempo como no vacío a escalas extremadamente pequeñas, que fluctúa y genera pares de partículas que aparecen y desaparecen de manera increíblemente rápida. Ha sido sugerido por algunos como Paul Dirac que este vacío cuántico puede ser el equivalente en la física moderna de un éter particulado. Sin embargo, la hipótesis del éter de Dirac fue motivada por su insatisfacción con la electrodinámica cuántica, y nunca obtuvo el apoyo de la comunidad científica principal.
Robert B. Laughlin, Premio Nobel de Física, catedrático de física de la Universidad de Stanford, dijo esto sobre el éter en la física teórica contemporánea:

Es irónico que el trabajo más creativo de Einstein, la teoría general de la relatividad, se reduzca a conceptualizar el espacio como un medio cuando su premisa original [en la relatividad especial] era que no existía tal medio [...] La palabra «éter» tiene mucho connotaciones negativas en la física teórica debido a su asociación pasada con la oposición a la relatividad. Esto es desafortunado porque, desprovisto de estas connotaciones, captura bastante bien la forma en que la mayoría de los físicos piensan realmente sobre el vacío... La relatividad en realidad no dice nada acerca de la existencia o inexistencia de materia que impregna el universo, solo que dicha materia debe tener simetría relativista. [..] Resulta que tal materia existe. Aproximadamente al momento en que se aceptó la relatividad, los estudios de radioactividad comenzaron a mostrar que el vacío vacío del espacio tenía una estructura espectroscópica similar a la de los sólidos y fluidos cuánticos ordinarios. Los estudios posteriores con grandes aceleradores de partículas nos han llevado a comprender que el espacio es más como una pieza de vidrio de ventana que el vacío ideal de Newton. Está lleno de «cosas» que normalmente son transparentes, pero pueden hacerse visibles si se golpean con la fuerza suficiente para eliminar una parte. El concepto moderno del vacío del espacio, confirmado cada día por el experimento, es un éter relativista. Pero no lo llamamos así porque es tabú.

## Modelos históricos

### Éter luminífero
Isaac Newton sugiere la existencia de un éter en el Tercer Libro de Ópticas (1718): «No este medio etéreo al pasar por el agua, el vidrio, el cristal y otros cuerpos compactos y densos en espacios vacíos, crece más y más densamente por grados, y por ese medio, refractar los rayos de luz no en un punto, sino doblándolos gradualmente en líneas curvas... ¿No es este medio mucho más raro dentro de los cuerpos densos del Sol, las estrellas, los planetas y los cometas, que en el celeste vacío? ¿Espacio entre ellos? Y al pasar de ellos a grandes distancias, no se hace cada vez más denso y más denso, y por lo tanto causa la gravedad de esos grandes cuerpos uno hacia el otro, y de sus partes hacia los cuerpos; todo cuerpo se esfuerza por ir desde el ¿Partes más densas del medio hacia el más raro?».
En el siglo XIX, el éter (o éter) luminífero, que significa éter que contiene luz, era un medio teorizado para la propagación de la luz (radiación electromagnética). Sin embargo, a finales del siglo XIX se llevaron a cabo una serie de experimentos cada vez más complejos, como el experimento de Michelson-Morley, en un intento por detectar el movimiento de la Tierra a través del éter, y no lo hicieron. Una serie de teorías propuestas sobre el arrastre del éter podrían explicar el resultado nulo, pero eran más complejos y tendían a utilizar coeficientes de apariencia arbitraria y suposiciones físicas. Joseph Larmor discutió el éter en términos de un campo magnético en movimiento causado por la aceleración de los electrones.
James Clerk Maxwell dicho sobre el éter, «En varias partes de este tratado se ha intentado explicar los fenómenos electromagnéticos por medio de la acción mecánica transmitida de un cuerpo a otro por medio de un medio que ocupa el espacio entre ellos. La teoría ondulatoria de la luz también asume la existencia de un medio. Ahora tenemos que mostrar que las propiedades del medio electromagnético son idénticas a las del medio luminífero».
Hendrik Lorentz y George Francis FitzGerald ofreció en el marco de la teoría del éter de Lorentz una solución más elegante a cómo el movimiento de un éter absoluto podría ser indetectable (contracción de longitud), pero si sus ecuaciones fueran correctas, la teoría de la relatividad especial de Albert Einstein de 1905 podría generar las mismas matemáticas sin referirse a un éter en absoluto. Esto llevó a la mayoría de los físicos a concluir que esta noción moderna temprana de un éter luminífero no era un concepto útil. Sin embargo, Einstein declaró que esta consideración era demasiado radical y demasiado anticipatoria y que su teoría de la relatividad todavía necesitaba la presencia de un medio con ciertas propiedades.

### Éter gravitacional mecánico
Desde el siglo XVI hasta finales del siglo XIX, los fenómenos gravitacionales también se modelaron utilizando un éter. La formulación más conocida es la teoría de la gravitación de Le Sage, aunque otros modelos fueron propuestos por Isaac Newton, Bernhard Riemann, y Lord Kelvin. Ninguno de esos conceptos es considerado viable por la comunidad científica actual.